# Thailändsk massage

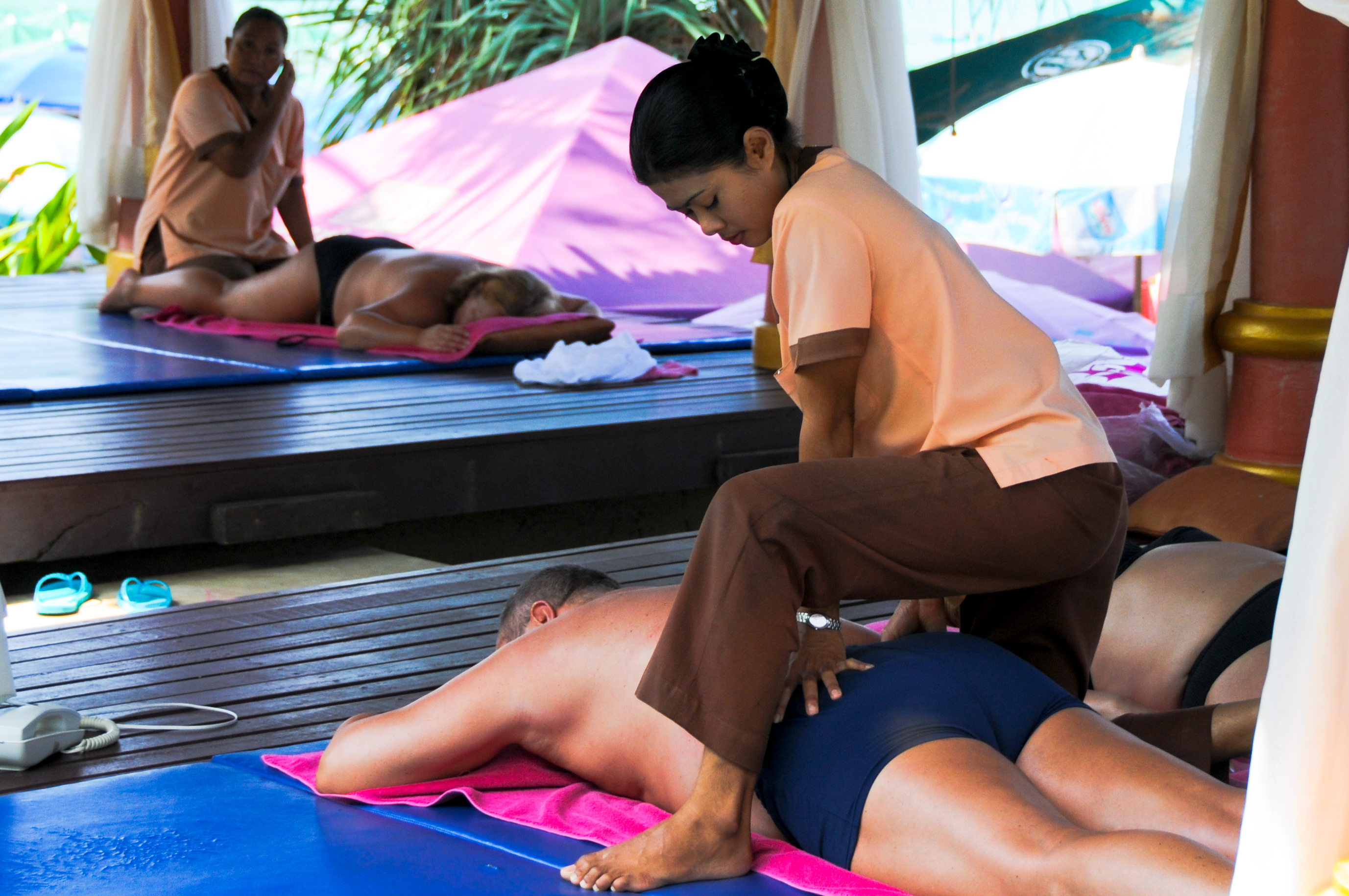
Thailändsk massage i Phuket.

Thailändsk massage eller thaimassage är en massageform med rötter sannolikt mycket långt tillbaks. Idag utövas massagen i Thailand i olika former, och har även fått ökad popularitet i västvärlden.
En klassisk komplett thaimassage inkorporerar en kombination av akupressur och yoga-liknande stretching. Till skillnad från många andra massageformer i västvärlden används inte olja eller någon annan sorts kräm i samband med massagen. Terapeuten använder sig också av en madrass på golvet istället för massagebänk, och klienten behåller kläderna på under hela sessionen.

## Historia
För dess historia före 1800-talet saknas skriftliga källor. Trots detta går det att utgöra åtminstone fem kombinerade lager av historiskt inflytande på den moderna thaimassagen: Buddhismen, Ayurveda, Yoga, Kinesiska och andra externa kulturella influenser, och den ursprungliga thailändska medicinen.
Legenden säger att thailändsk massage går tillbaka 2500 år till Indien vid Buddhas tidpunkt. Grundaren sägs ha varit en ayurvedisk läkare, Dr. Shivago Komarpaj, som var en personlig vän och läkare till Buddha. Dr Komarpaj skapade ett system av läkning med hjälp av principerna för yoga och ayurveda, och lärde metoden till buddhistiska munkar som utförde det i templen. Traditionellt var buddhistiska munkar nomadiska och buddhistiska tempel centrum för helande i ett samhälle, vilket möjliggjorde spridningen till Thailand.

## Utbredning
Trots en hög nivå av officiellt stöd och popularitet i modern tid har traditionell medicin i Thailand aldrig fått västerländsk akademisk uppmärksamhet, och det finns få västerländska forskare som skriver om ämnet. Under 1970 och 1980-talet skrevs dock desto fler västerländska akademiker böcker och avhandlingar om Thailand och thailändsk medicin. Viktiga forskare från denna period inkluderar Somchintana Ratarasarn och Jean Mulholland, som analyserade de auktoritativa texterna undervisade på licensierade medicinska skolor, Louis Golomb och Ruth Inge-Heinze, som tacklade den skuggiga världen av thailändska exorcister och magiska läkarna, och Viggo Brun och Trond Schumacher, som studerade landsbygdens herbalism.

## Utförande
Thailändsk massage skiljer sig på flera sätt från många västerländska massageformer. Under en thailändsk massage används ingen olja, terapeuten använder en madrass på golvet och klienten är påklädd. En traditionell session inkorporerar en kombination av akupressur, rörelse av leder och stretching, med det slutgiltiga målet att skapa medveten närvaro och ökad rörlighet hos klienten.
I moderna Thailand är den traditionella massagen både en komplex teoretisk vetenskap och en informell konstform, praktiserad av både män och kvinnor på alla nivåer i samhället. Thailändsk Massage är således både en medicinsk disciplin och del av en fyraårig traditionell medicinsk utbildning, och samtidigt en massageform praktiserad och utlärd utan större teoretisk bakgrund i byar och bland familjemedlemmar.
Ett känt centrum för utbildning av thaimassörer är Wat Pho i Bangkok, som sedan 1800-talet behållit sin betydelse som traditionell medicinsk anläggning.

### Stilar
Det finns en skillnad mellan utförandet av thaimassage som är historiskt tydlig: skillnaden mellan “kunglig” och “vanlig” massagestil. Den kungliga stilen (eller nuat rajchasumnak), som utvecklats vid domstolen som svar på behovet av att vida mer respekt av thailändska kungans kroppar, kräver att man inte använder fötterna och begränsar fysisk kontakt mellan utövare och klient, eliminerar stretching och följer andra specifika protokoll som anses vara mer respektfulla.
Den vanliga stilen (eller nuat chaloeyseuk) följer en mer avslappnad inställning när det gäller kroppskontakt mellan klient och utövare, och inkorporerar tryck med fötterna och stretching, vilket möjliggör ett bredare utbud av positioner och tekniker. Den nuvarande thailändska massageplanen som dominerar på de flesta skolor i Thailand består av en blandning av tekniker som härrör från båda stilar.

## Traditionell thailändsk medicin
Traditionell thailändsk medicin är mångsidig och komplicerad. Vid granskning av den befintliga litteraturen, ges ofta intrycket att där finns två separata thailändska medicinska system: det baserat på Ayurveda och centrerad runt Mo boran, och det traditionsbaserade bland fattiga analfabeter på landsbygden.
Flera forskare, särskilt Brun och Schumacher, har karakteriserat denna splittring som en dikotomi mellan "kunglig" medicin, eller en litterär form av medicin som praktiseras bland lärda läkare, och "landsbygdsmedicin". Andra forskare, som Hinderling och Golomb, har visat att den så kallade "lantliga" praxisen är lika populär i de moderna städerna, och avvisar därmed uppfattningen om en sådan splittring. Heinzes arbete har istället hänvisat till en splittring mellan "elit-" och "folk-" medicin, men stödjer fortfarande uppfattningen om att det finns två separata traditioner för helande.